# Embaixada da Ucrânia na Croácia
A Embaixada da Ucrânia na Croácia é a missão diplomática da Ucrânia na Croácia. O edifício da embaixada está localizado em Voćarska cesta 52 em Zagreb. O embaixador ucraniano na Croácia é Kirilič Vasilj (em 2024).

## História
Após o colapso da União Soviética, a Ucrânia declarou-se independente em agosto de 1991. A Croácia reconheceu-a como um estado independente em 5 de dezembro de 1991. O estabelecimento de relações diplomáticas com a Croácia foi acordado em Janeiro de 1994. A embaixada em Zagreb foi inaugurada em 1995. Anatoly Shostak foi então credenciado como o primeiro embaixador
Em 2019, foi acordada a cooperação entre as universidades diplomáticas dos dois países.